# Oberonia sinica
Oberonia sinica là một loài thực vật có hoa trong họ Lan. Loài này được (S.C.Chen & K.Y.Lang) Ormerod mô tả khoa học đầu tiên năm 2003.